# سوپرسکسی‌مارکت
سوپرسکسی‌مارکت (ایتالیایی: Supersexymarket) که با نام سه باوقار (ایتالیایی: Le tre grazie) هم شناخته می‌شود، یک فیلم کمدی سکسی سبک ایتالیایی به کارگردانی ماریو لاندی است که در سال ۱۹۷۹ منتشر شد.

## گزیدهٔ بازیگران
- فمی بنوسی
- جرج آردیسون
- فرانکو دیوجنه